# Consolidated Vultee XP-81
O Consolidated Vultee XP-81 (depois redesignado ZXF-81) foi um desenvolvimento da empresa estadunidense Consolidated Vultee Aircraft Corporation para a produção de um caça de escolta de longo alcance, que teria a combinação de dois tipos de propulsão, um motor turboélice com quatro pás tratoras e com potência total de 2 300 horses power (1 720 quilowatts); também possuía um motor turbojato com força de empuxo de 3 750 libras-força (1 700 quilogramas-força).

## Design e desenvolvimento
Dois protótipos foram construídos com a encomenda inicial feita em 11 de fevereiro de 1944, os protótipos receberam a designação XP-81. A seleção da motorização foi solicitada para uma configuração que utilizaria dois tipos de propulsão, um motor a jato e um motor turboélice. Os protótipos foram designados para usarem os motores turboélice General Electric TG-100 (redesignado como XT31 pelos militares estadunidenses), este motor propulsava uma hélice de quatro pás em configuração tratora, na parte traseira da fuselagem foi inserido um motor turbojato General Electric J33-GE-5. O modo de uso dos motores era da seguinte maneira: o motor turboélice era para voo de cruzeiro e normal e o jurbojato para voo de alta velocidade.